# Плитвиця-Село
44°53′ пн. ш. 15°36′ сх. д. / 44.89° пн. ш. 15.60° сх. д.
Плитвиця-Село (хорв. Plitvica Selo) — населений пункт у Хорватії, у Лицько-Сенській жупанії у складі громади Плитвицька Єзера.

## Населення
Населення за даними перепису 2011 року становило 44 осіб.
Динаміка чисельності населення поселення:

## Клімат
Середня річна температура становить 8,81 °C, середня максимальна – 22,24 °C, а середня мінімальна – -6,26 °C. Середня річна кількість опадів – 1346 мм.
| Клімат поселення                              | Клімат поселення | Клімат поселення | Клімат поселення | Клімат поселення | Клімат поселення | Клімат поселення | Клімат поселення | Клімат поселення | Клімат поселення | Клімат поселення | Клімат поселення | Клімат поселення | Клімат поселення |
| Показник                                      | Січ.             | Лют.             | Бер.             | Квіт.            | Трав.            | Черв.            | Лип.             | Серп.            | Вер.             | Жовт.            | Лист.            | Груд.            |                  |
| Середній максимум, °C                         | 6,44             | 7,14             | 10,14            | 14,06            | 18,94            | 22,24            | 21,30            | 20,70            | 16,99            | 13,13            | 7,92             | 4,42             |                  |
| Середня температура, °C                       | 0,09             | 0,80             | 3,80             | 7,71             | 12,57            | 15,88            | 18,02            | 17,44            | 13,74            | 9,86             | 4,65             | 1,15             |                  |
| Середній мінімум, °C                          | −6,26            | −5,55            | −2,55            | 1,35             | 6,22             | 9,53             | 14,78            | 14,18            | 10,48            | 6,62             | 1,40             | −2,11            |                  |
| Норма опадів, мм                              | 89               | 94               | 101              | 116              | 105              | 108              | 86               | 96               | 128              | 141              | 157              | 125              |                  |
| Середньомісячна швидкість вітру, м/с          | 1.76             | 1.87             | 2.17             | 2.15             | 1.97             | 1.77             | 1.75             | 1.65             | 1.65             | 1.75             | 1.89             | 1.93             |                  |
| Середньомісячна сонячна радіація, кДж/м²·день | 4498             | 7137             | 10530            | 14971            | 19061            | 20902            | 22522            | 19236            | 14293            | 9198             | 4941             | 3731             |                  |
| --------------------------------------------- | ---------------- | ---------------- | ---------------- | ---------------- | ---------------- | ---------------- | ---------------- | ---------------- | ---------------- | ---------------- | ---------------- | ---------------- | ---------------- |
| Джерело:                                      |                  |                  |                  |                  |                  |                  |                  |                  |                  |                  |                  |                  |                  |